# آمانگیلدینو (شهرستان اوچالینسکی، باشقیرستان)
آمانگیلدینو (انگلیسی: Amangildino, Uchalinsky District, Republic of Bashkortostan) یک شهرک در شهرستان اوچالینسکی استان باشقیرستان کشور روسیه است.